# Haitianisch-senegalesische Beziehungen
Die haitianisch-senegalesischen Beziehungen beschreiben das bilaterale Verhältnis zwischen der Republik Haiti einerseits und der Republik Senegal andererseits.

## Offizielle Beziehungen
Das im Jahr 1804 von Frankreich unabhängig gewordene Haiti und der im Jahr 1960 von derselben Kolonialmacht in die Unabhängigkeit entlassene Senegal unterhalten diplomatische Beziehungen. Der erste Botschafter Senegals, Ousmane Diop, überreichte Anfang 1962 sein Beglaubigungsschreiben an den haitianischen Präsidenten François Duvalier. Botschafter Diop war bereits Botschafter in den Vereinigten Staaten und Ständiger Vertreter seines Landes bei den Vereinten Nationen; seine Aufgaben in Haiti nahm er mittels Mehrfachakkreditierung wahr.
Haiti ist in Dakar durch einen Honorarkonsul vertreten.
Beide Länder sind Mitglied der Internationalen Organisation der Frankophonie (OIF).

## Geschichte
Jean Price-Mars, führender haïtianischer Denker des 20. Jahrhunderts, wurde Im Jahr 1966 in den Senegal eingeladen, wo ihm die Ehrendoktorwürde der Université de Dakar verliehen wurde; Präsident Léopold Senghor, selbst Dichter und Schriftsteller, würdigte seinen Einfluss auf die Entwicklung der Négritude.
Nach dem schweren Erdbeben in Haiti 2010 trug Senegal mit dem Betrag von 1 Mio. US-Dollar zur Finanzierung der internationalen Hilfsmaßnahmen im Katastrophengebiet bei. Im Oktober 2010 unterzeichneten Vertreter beider Länder ein Rahmenabkommen über Zusammenarbeit und eine Absichtserklärung über die Aufnahme und Ansiedlung von Haitianern in Senegal. Das Rahmenabkommen zielte darauf ab, die bilateralen Beziehungen in den Bereichen Politik, Soziales, Wirtschaft, Umwelt, Bildung, Kultur und Humanitäres zu stärken und zu diversifizieren. Durch die Absichtserklärung verpflichtet sich Senegal insbesondere, die Aufnahme, Ausbildung und soziale und berufliche Integration haitianischer Staatsangehöriger im Senegal zu erleichtern. Senegal nahm ferner im März 2011 rund 160 haitianische Studenten auf, die wegen der Zerstörungen ihrer Universitäten ihre Ausbildung in der Heimat nicht fortsetzen konnten.

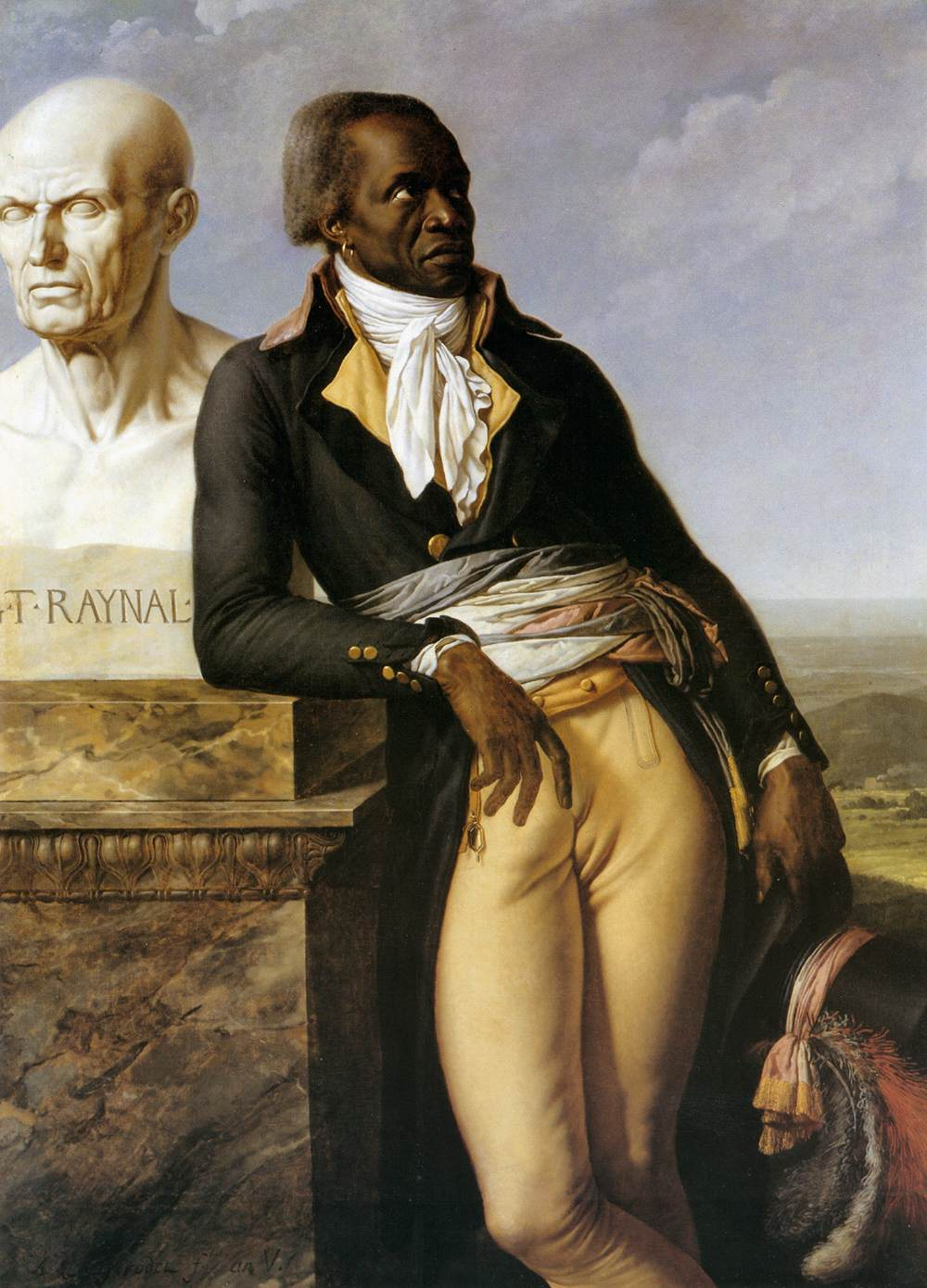
Jean-Baptiste Belley, von Anne-Louis Girodet, 1797.

Anfang Februar 2010 nahm der Präsident des Senegal, Abdoulaye Wade, in einer Grundsatzerklärung zu der Hilfe seines Landes für die Menschen Haitis Stellung. Er bot ihnen an, in das Land ihrer Vorfahren heimzukehren. Haitianer seien Söhne und Töchter Afrikas. Senegal sei bereit, ihnen Grundstücke anzubieten – sogar eine ganze Region. Ein bleibendes Beispiel für die Beziehung zwischen Senegal und Haiti sei das eindrucksvolle historische Porträt von Jean-Baptiste Belley, das 1797 von Anne-Louis Girodet gemalt wurde. Jean-Baptiste Belley wurde um 1747 auf der Insel Gorée im Senegal geboren. Im Alter von zwei Jahren wurde er als Sklave verkauft und in die französische Kolonie Saint-Domingue (das spätere Haiti) verschleppt. Präsident Wade hatte auch die Idee entwickelt, für die Bevölkerung Haitis einen eigenen, neuen Staat in Afrika zu gründen, fand damit aber in der Afrikanischen Union (AU) kein Gehör.
Aus der Sicht Haitis war es der Senegal, der sich an der Spitze vieler anderer afrikanischer Staaten stellte und aus historischer Bindung die Bevölkerung Haitis nachhaltig nach der Katastrophe des Erdbebens unterstützte.
Im April 2018 nahm der Außenminister Haitis, Pierrot Delienne, in Dakar an der 103. Tagung des Ministerrats der Gruppe der Staaten in Afrika, im Karibischen Raum und im Pazifischen Ozean (AKP) und der 41. Tagung des Ministerrats der AKP-Europäischen Union (AKP-EU) teil. Er führte dabei am Rande Gespräche zu den Themen Klimawandel, internationale Migration, Preisänderungen und Zugang zum Markt für Grunderzeugnisse, und Entwicklungsfinanzierung.